# انوما انو انلیل
انوما انو انلیل (به انگلیسی Enuma anu enlil) مجموعه‌ای بزرگ از ۶۸ یا ۷۰ لوح است که به ستاره‌بینی بابلی‌ها مرتبط است. در این مجموعه گزارش‌های بسیار زیادی از رصد پدیده‌های آسمانی و نیز جوی ثبت و ارتباط آن با احوال شاه بررسی شده است. معنی لغت یه لغت این عبارت "هنگامی که خدایان انو و انلیل..." و به معنی "در دوران خدایان انو و انلیل" است.

بخش عمده این مجموعه، میزان قابل ملاحظه‌ای طالع یا پیشگویی است که حدود ۶۵۰۰ تا ۷۰۰۰ هزار طالع تخمین زده می‌شود. 